# Anja Lukić
Anja Lukić (serbisch-kyrillisch Ања Лукић * 30. Mai 1999 in Belgrad, SR Jugoslawien) ist eine serbische Hürdenläuferin, die sich auf die 100-Meter-Distanz spezialisiert hat.

## Sportliche Laufbahn
Erste internationale Erfahrungen sammelte Anja Lukić bei den 2016 erstmals ausgetragenen Jugendeuropameisterschaften in Tiflis, bei denen sie mit 14,12 s in der ersten Runde ausschied. Im Jahr darauf belegte sie bei den Balkan-Meisterschaften in Novi Pazar in 14,15 s den zweiten Platz im B-Finale und schied anschließend bei den U20-Europameisterschaften in Grosseto mit 14,42 s im Vorlauf aus und verpasste auch mit der serbischen 4-mal-100-Meter-Staffel mit 46,98 s den Finaleinzug. 2018 wurde sie bei den Balkan-Hallenmeisterschaften in Istanbul in 8,40 s Fünfte über 60 m Hürden und im Sommer schied sie bei den U20-Weltmeisterschaften in Tampere mit 13,64 s im Halbfinale aus, ehe sie bei den Balkan-Meisterschaften in Stara Sagora in 13,57 s den B-Lauf gewann und mit der serbischen Staffel nach 46,05 s auf dem fünften Platz einlief. Im Jahr darauf siegte sie bei den U23-Mittelmeer-Hallenmeisterschaften in Miramas in 8,37 s und wurde anschließend bei den Balkan-Hallenmeisterschaften in Istanbul in 8,46 s Zweite im B-Lauf. Im Juli erreichte sie bei den U23-Europameisterschaften im schwedischen Gävle das Halbfinale im Hürdensprint, in dem sie aber disqualifiziert wurde und Anfang September klassierte sie sich bei den Balkan-Meisterschaften in Prawez mit 13,70 s auf dem fünften Platz. 2020 wurde sie bei den Balkan-Hallenmeisterschaften in Istanbul in 8,30 s Vierte über 60 m Hürden und bei den Freiluftmeisterschaften in Cluj-Napoca gewann sie in 13,39 s die Bronzemedaille über 100 m Hürden. 2021 erreichte sie dann bei den Balkan-Hallenmeisterschaften in 8,24 s Rang vier und schied anschließend bei den Halleneuropameisterschaften in Toruń mit 8,29 s in der ersten Runde aus. Ende Juni wurde sie in 13,34 s Siebte bei den Balkan-Meisterschaften in Smederevo und gewann dort in 45,58 s die Silbermedaille in der 4-mal-100-Meter-Staffel. Anschließend schied sie bei den U23-Europameisterschaften in Tallinn mit 13,57 s im Halbfinale über 100 m Hürden aus und 2022 wurde sie bei den Balkan-Hallenmeisterschaften in Istanbul in 8,25 s Fünfte über 60 m Hürden und anschließend schied sie bei den Hallenweltmeisterschaften in Belgrad mit 8,25 s in der ersten Runde aus. Im Juni gewann sie bei den Balkan-Meisterschaften in Craiova in 13,29 s die Silbermedaille hinter der Griechin Anais Karagianni und anschließend belegte sie bei den Mittelmeerspielen in Oran in 13,40 s den fünften Platz. Im August kam sie bei den Europameisterschaften in München mit 13,63 s nicht über den Vorlauf hinaus. 
2023 schied sie bei den Halleneuropameisterschaften in Istanbul mit 8,23 s in der ersten Runde über 60 m Hürden aus. Im Juli gelangte sie bei den Balkan-Meisterschaften in Kraljevo mit 13,23 s auf den neunten Platz über 100 m Hürden und siegte in 44,65 s in der 4-mal-100-Meter-Staffel. Im Jahr darauf gewann sie bei den Balkan-Hallenmeisterschaften in Istanbul in 8,16 s die Bronzemedaille über 60 m Hürden hinter der Slowenin Nika Glojnarič und Mia Wild aus Kroatien. Ende Mai belegte sie bei den Balkan-Meisterschaften in Izmir in 13,38 s den siebten Platz über 100 m Hürden und gewann mit der Staffel in 44,36 s die Silbermedaille hinter dem griechischen Team. 2025 verbesserte sie den Hallenrekorde über 60 m Hürden auf 8,06 s und schied dann bei den Halleneuropameisterschaften in Apeldoorn mit 8,12 s in der ersten Runde aus. Auch bei den Hallenweltmeisterschaften kurz darauf in Nanjing kam sie mit 8,16 s nicht über die Vorrunde hinaus.
In den Jahren von 2019 bis 2022 und 2024 wurde Lukić serbische Meisterin im 100-Meter-Hürdenlauf sowie 2020 und 2023 auch in der 4-mal-100-Meter-Staffel. Zudem wurde sie 2018 und von 2020 bis 2025 auch Hallenmeisterin über 60 m Hürden.

## Persönliche Bestleistungen
- 100 m Hürden: 13,13 s (+1,8 m/s), 29. Juli 2023 in Kraljevo
  - 60 m Hürden (Halle): 8,06 s, 29. Januar 2025 in Belgrad (serbischer Rekord)